# Asingana armatalis
Asingana armatalis là một loài bướm đêm trong họ Noctuidae.